# カイロ・タワー
カイロ・タワー（アラビア語: برج القاهرة, Borg Al-Qāhira）は、エジプト、カイロに位置する単独のコンクリート製タワーである。高さ187 m (614 ft)で、50年ほどエジプトや北アフリカで最も高い建築物であった。また、タワーは1971年に南アフリカのヒルブロウ・タワーがしのぐまでの10年間、アフリカで最も高かった。
タワーは、カイロの現在的なモニュメントの1つであり、ダウンタウンに近い、ナイル川に浮かぶゲズィーラ島のザマーレク地区に建つ。

## 歴史
タワーは、エジプト人建築家ナウーム・シェビーブによって設計され、1956年から1961年にかけて建設された。タワーの少し開いたシェル構造は、古代エジプトのシンボルである、ファラオのハス植物を思い起こさせるように意図されている。タワーでは、回転する展望台とレストランで、グレーター・カイロを眺めることができる。1回転にはおよそ70分かかる。
1960年代、エジプト大統領のガマール・アブドゥル＝ナーセルは、彼の機嫌をとるために個人的に贈られた6,000,000$を、アメリカ政府と考案したタワー建築費だと発表した。彼に賄賂を与える試みによって侮辱されたナーセルは、タワーの建造に使用する資金全体をエジプト政府に移すことにより、公式にアメリカ政府を非難することを決定した。
2004年11月から2009年5月17日にかけて、3500万EGPの修復プロジェクトが行われ、2011年4月に、50周年記念に間に合うように完成した。

## ギャラリー

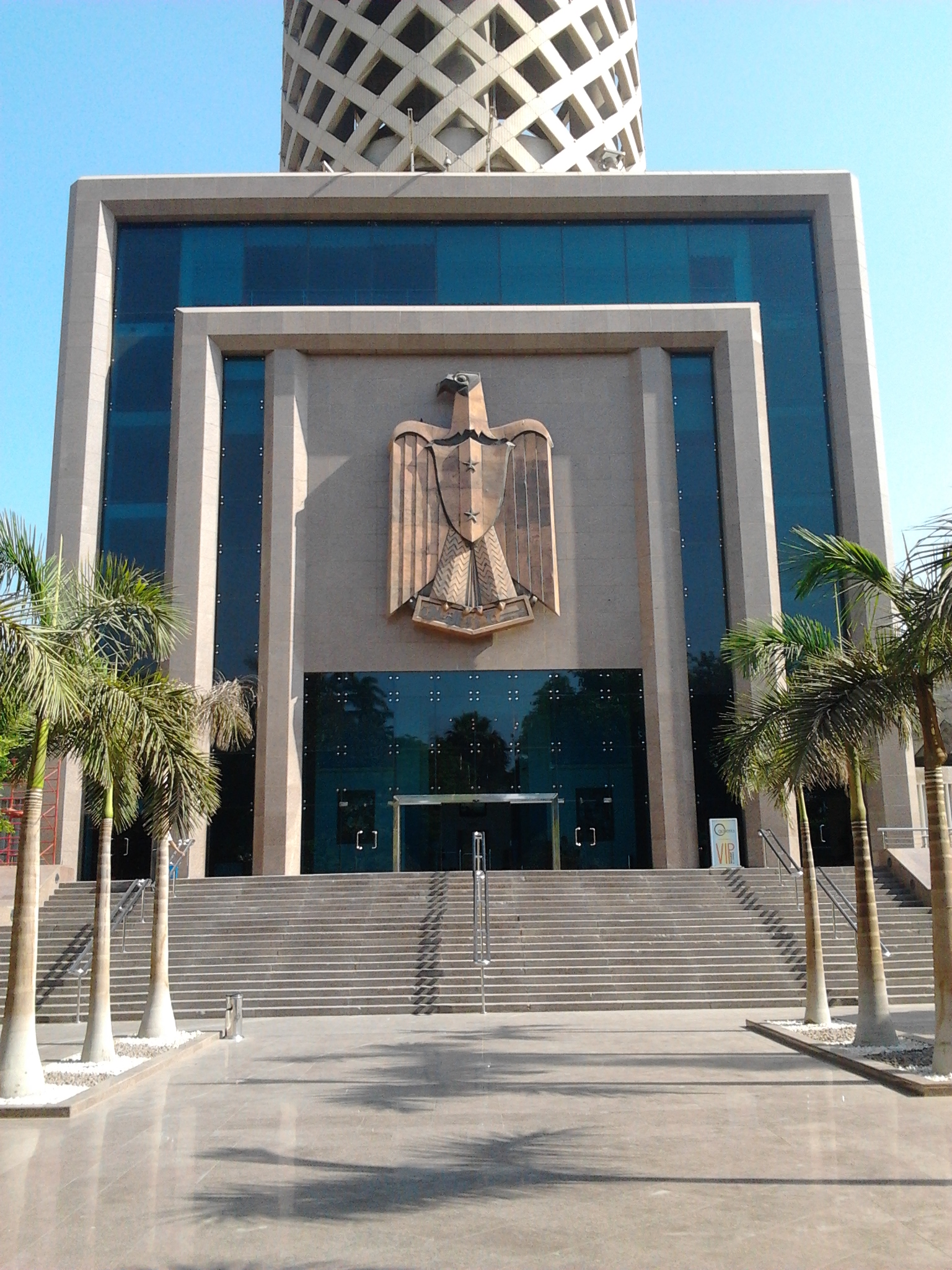
カイロ・タワー入り口
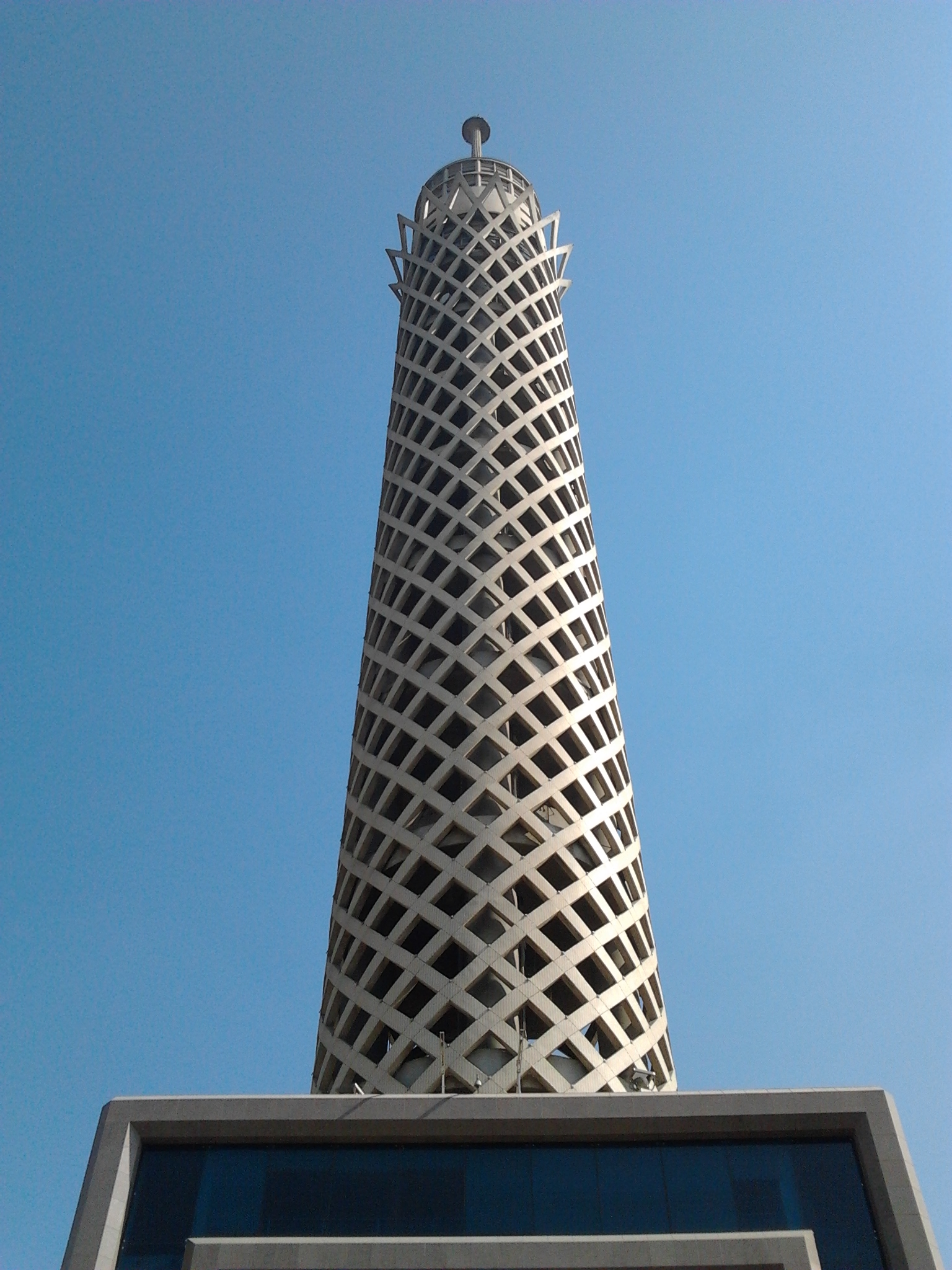
下から見たカイロ・タワー
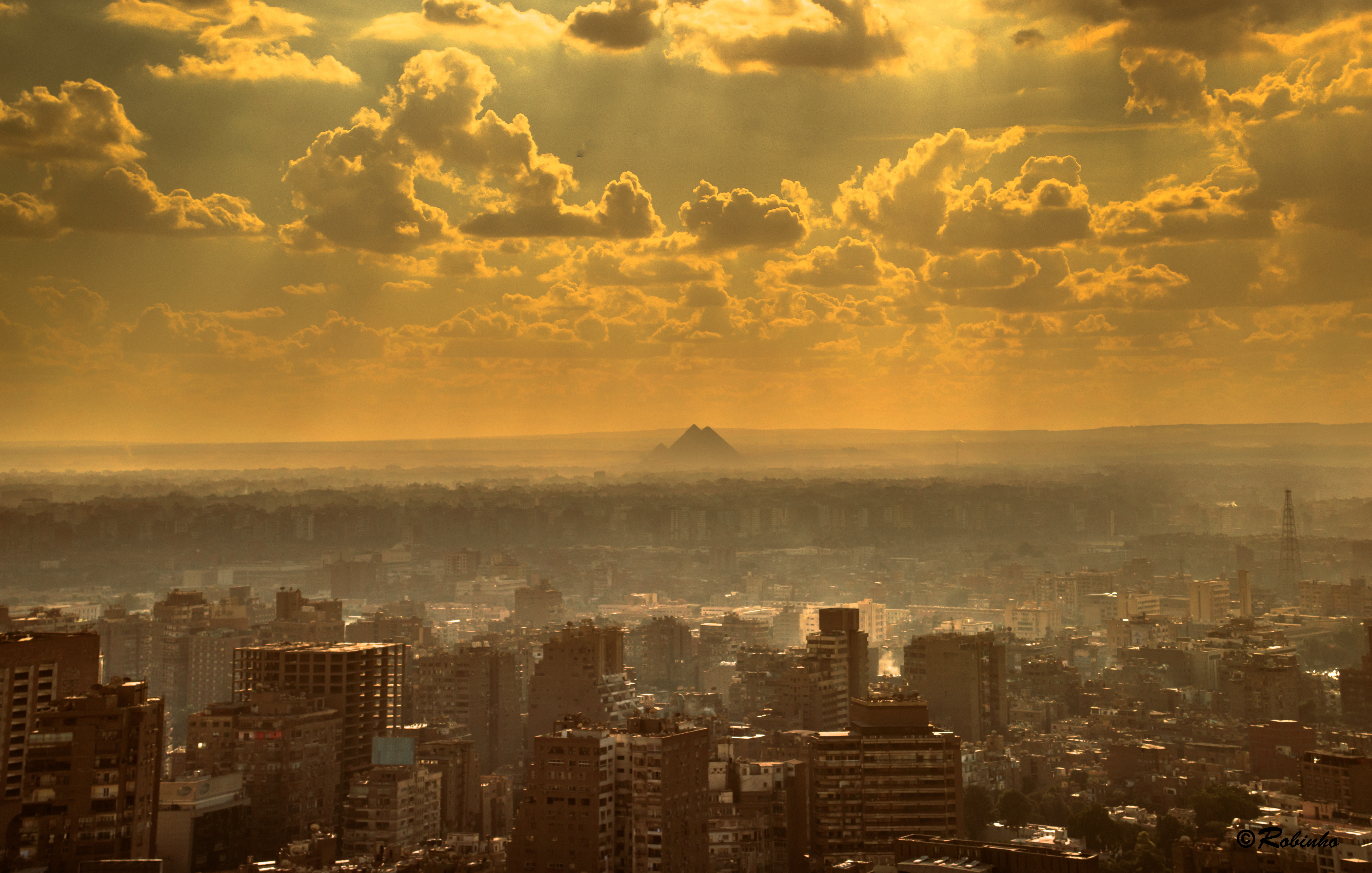
カイロ・タワーから見た日没。遠くにギザの大ピラミッドが見える。